# Zaim Muzaferija
Zaim Muzaferija (Visoko, 9. ožujka 1927. – Visoko, 5. studenog 2003.) bio je bosanskohercegovački filmski, televizijski i kazališni glumac. Radio je i kao profesor njemačkog i francuskog jezika.

## Životopis
Tijekom Drugog svjetskog rata bio je član antifašističkog pokreta, uhićen 1942. godine. Poslije oslobođenja počeo se amaterski baviti glumom, a prvu profesionalnu ulogu ostvario je 1961. godine u filmu Veljka Bulajića "Uzavreli grad". Za tu ulogu nagrađen je na filmskom festivalu u Puli specijalnom nagradom. Na istom festivalu je nagrađen Zlatnom arenom za svoju ulogu u filmu "Stanica običnih vozova" (1990.) Nenada Dizdarevića.
Kao epizodista i tumač karakternih uloga, igrao je u preko 100 filmskih i televizijskih projekata. Na festivalu glumačkih ostvarenja u Nišu 1968. godine nagrađen je za uloge u filmovima "Praznik" (1967.) Đorđa Kadijevića i "Mali vojnici" (1967.) Bahrudina Bate Čengića. S Batom Čengićem je surađivao i u TV drami "Jagoš i Uglješa", te u filmovima "Slike iz života udarnika" (1972.), "Pismo-glava" (1983.) i "Gluvi barut" (1990).
Posebno zanimljive glumačke kreacije ostvario je u kazališnim predstavama na profesionalnim scenama diljem Bosne i Hercegovine, kao što su one u tri "Hasanaginice" Alije Isakovića, Mustafe Nadarevića i Nijaza Alispahića, zatim u "Dervišu i smrti" Meše Selimovića - u režiji Nijaza Alispahića, te u "Hamdibegu" Harisa Silajdžića i "Šehidu" Zilhada Ključanina.
60 godina umjetničkog rada obilježio je nastupajući u kazališnoj predstavi svog sina Jesenka Muzaferije "1001 bošnjački dan".
U svom posljednjem intervjuu, koji je dao za list Oslobođenje, definirao je svojih 60 godina rada rečenicom: "Moj krug se zatvara". 

Samo četiri mjeseca poslije, 5. studenog 2003. godine Zaim Muzaferija je umro u krugu svoje obitelji u Visokom.
Osim glumom Muzaferija se bavio i pisanjem poezije. Tijekom agresije na Bosnu i Hercegovinu pisao je dnevnik i poeme o ratu koje je recitirao diljem svijeta, u Londonu, Milanu, Amsterdamu, Nürnbergu.
U Visokom se od 2003. godine redovno održava manifestacija "Dani Zaima Muzaferije" gdje se održavaju promocije kataloga, razne izložbe, kazališne predstave, kao i okrugli stolovi te premijere najnovijih filmskih uradaka u Visokom.

## Filmografija
1. Lista (2001.) (TV)
2. Ratnici (1999.) (TV)
3. Savršeni krug (1997.)
4. Prokleta je Amerika (1992.)
5. Tetoviranje (1991.)
6. Bračna putovanja (1991.)
7. Đuka Begović (film i serija) kao Ilarija Begović (1991.)
8. Ovo malo duše (1991.)
9. S 204-272 (1991.) (TV)
10. Sarajevske priče (1991.) (TV)
11. Gluvi barut (1990.)
12. Adam ledolomak (1990.)
13. Aleksa Šantić (1990.) (mini) TV serija
14. Gavre Princip - Himmel unter Steinen (1990.)
15. Stanica običnih vozova (1990.)
16. Kuduz (1989.)
17. Žena s krajolikom (1989.)
18. Kuća pored pruge (1988.)
19. Strategija svrake (1987.)
20. Ovo malo duše (1986.) (TV)
21. Učini to svojski (1986.) (TV)
22. Otac na službenom putu (1985.)
23. Brisani prostor (1985.) TV serija
24. Pismo - Glava (1983.)
25. Igmanski marš (1983.)
26. 13. juli (1982.)
27. Miris dunja (1982.)
28. Odumiranje medjeda (1982.) (TV)
29. Smrt gospodina Goluže (1982.)
30. Gazija (1981.)
31. Pad Italije (1981.)
32. Život piše romane ali nema ko da ih čita (1981.)
33. Husinska buna (1980.) (TV)
34. Izgubljeni zavičaj kao Isoma (1980.)
35. Tren (1980.) (mini) TV serija
36. Bife 'Titanik' (1979.) (TV)
37. Čovjek u neispravnom stanju (1979.)
38. Nevjeste dolaze (1978.) (TV)
39. Pogled u noć (1978.)
40. Tren (1978.)
41. Hajdučka vremena kao žandar Rasula (1977.)
42. Hajka (1977.)
43. Gosti i radnici (1976.) (TV)
44. Jagos i Uglješa (1976.) (TV)
45. Doktor Mladen (1975.)
46. Žena s krajolikom (1975.) (TV)
47. Slike iz života udarnika (1972.)
48. Dan duži od godine (1971.)
49. Klopka za generala (1971.)
50. Ovčar (1971.)
51. Karađoz (1970.) - TV serija
52. Bitka na Neretvi (1969.)
53. Lisice kao Todor (1969.)
54. Gravitacija ili fantastična mladost činovnika Borisa Horvata kao Borisov otac (1968.)
55. Opatica i komesar (1968.)
56. Pohod (1968.)
57. Ram za sliku moje drage (1968.)
58. Deca vojvode Smita (1967.)
59. Diverzanti (1967.)
60. Kaja, ubit ću te! (1967.)
61. Mali vojnici kao Toljin otac (1967.)
62. Praznik (1967.)
63. Glineni golub (1966.)
64. Nikoletina Bursać (1964.)
65. Mačak pod šljemom (1962.)
66. Uzavreli grad (1961.)

## Vanjske poveznice
- Zaim Muzeferija na imdb.com